# Marcano (Venezuela)
Marcano is een gemeente in de Venezolaanse staat Nueva Esparta. De gemeente telt 35.000 inwoners. De hoofdplaats is Juan Griego.